# جائزة ألمانيا الكبرى للدراجات النارية 2013
جائزة ألمانيا الكبرى للدراجات النارية 2013 هو سباق دراجات نارية أقيم بتاريخ 14 يوليو 2013 في هوينشتاين-إرنستال، ألمانيا. كان الجولة الثامنة من أصل 18 في سباق الجائزة الكبرى للدراجات النارية موسم 2013. فاز الإسباني مارك ماركيث بفئة الموتو جي بي بينما جاء كال كروتشلوو في المركز الثاني وحصل على المركز الثالث الإيطالي فالنتينو روسي. فاز بفئة الموتو 2 الإسباني جوردي توريس.

## وصلات خارجية
- الموقع الرسمي